# Китаев, Николай Егорович
Николай Егорович Китаев (1853—1911) — русский горный инженер. Тайный советник.

## Биография
Родился в 1853 году. 
В 1875 году окончил Петербургский горный институт и был направлен в Олонецкий горный округ: производитель работ на Александровском заводе, затем — помощник управителя Валазминского завода. В 1878 году был переведён на Урал: командирован на частные золотые прииски, назначен смотрителем механической фабрики Пермских пушечных заводов. 
С 1881 года служил на частных золотых приисках, проводил изыскательские работы в районе Восточно-Донецкой железной дороги. 
В 1883 году вернулся на Урал, в Екатеринбург — был назначен управляющим Уральского горного училища. Организовал капитальный ремонт училища, строительство церкви и разнообразных мастерских; особое внимание уделял практическим навыкам учащихся в области кузнечного, литейного, механического, слесарного, столярного, производств; способствовал расширению учебной программы. Сыграл видную роль в подготовке квалифицированных специалистов низшего и среднего звена для уральской горной промышленности. 
В 1901 году стал чиновником особых поручений при министре земледелия и государственных имуществ, в 1903—1910 годах заведовал горным отделом казачьих земель России и Сибири. 
Был награждён орденами Св. Станислава 3-й степени (1885), Св. Анны 3-й степени (1890), Св. Станислава 2-й степени (1894), Св. Владимира 4-й ст. (1907). В 1910 году был произведён в тайные советники. 
Умер 27 октября (9 ноября) 1911 года в Ялте. Похоронен на Ауткинском кладбище.